# Sylvietta isabellina
El crombec isabelino (Sylvietta isabellina) es una especie de ave paseriforme de la familia Sylviidae endémico de África oriental.

## Distribución y hábitat
El crombec isabelino se encuentra únicamente en el cuerno de África y sus proximidades, distribuido por Etiopía, Somalia, Kenia, y norte de Tanzania. Su hábitat natural son las zonas de matorral tropical seco.

## Taxonomía
Fue descrito científicamente por el zoólogo estadounidense Daniel Giraud Elliot en 1897. La subespecie gaekwari, descrita por R.B. Sharpe y nombrada en conmemoración del Maharajá de Baroda Sayaji Rao Gaekwad III, ahora se considera indistinguible de la subespecie nominal.